# Kristian Claëson
Kristian Teodor Claëson, född 7 juli 1827 i Stockholm, död 21 november 1859 i Uppsala, var en svensk filosof. En professur i praktisk filosofi vid Stockholms universitet är uppkallad efter honom.

## Biografi
Kristian Claëson var son till assessorn Teodor Claëson och Vendela Margareta Malmberg, och kusins son till Nils Claëson. Efter skolgång i Barnängen och Nya Elementarskolan, blev Claëson  preliminarist i Uppsala 1847. Senare samma år blev han student vid Uppsala universitet, där han blev filosofie doktor 1857 och docent i praktisk filosofi samma år. Claëson skrev sin doktorsavhandling i rättsfilosofi, Om möjligheten af en filosofisk rättslära. 
Han var en av Christopher Jacob Boströms närmaste anhängare. Under en tid var han informator för dennes brorson, den blivande statsministern Erik Gustaf Boström. Strax efter det att han nästan enhälligt fått främsta rummet på förslaget till den ena av de 1857 inrättade rörliga adjunkturerna vid nämnda universitet, avled han. Claëson var ogift.

## Filosofisk verksamhet
Claëson ägde en spekulativ begåvning, och hade tidigt förvärvat en mångsidig lärdom. I sina filosofiska studier stod han till en början under inflytande av den hegelska filosofin, men slöt sig sedermera i allt väsentligt till Boström. Han företog flera analytiska undersökningar, av vilka resultat föreligger i åtskilliga avhandlingar. Sin största självständighet visade han på det språkfilosofiska området, och var länge nästan ensam inom detta filosofiska fält.    
Särskilt försökte Claëson visa att man måste se på språket som en uppenbarelse av nationalandan, att se på idén om nationens som en förklaring för de språkliga företeelserna. Claëson menade att eftersom den av tillfälliga omständigheter oberoende nödvändighet, som obestridligen uppenbarar sig i språket, inte kan förklaras ur människans väsende såsom blott sådant - då ju flera språk finns på jorden, av vilka vart och ett har sitt egendomliga skaplynne, sina lagar, sin historia. Eftersom språket är ändligt och ofullkomligt kan det inte heller förklaras ur gudomligheten, enligt Claëson.
Denna åsikt om språkets väsen stödde han dels på samtidens empiriska språkforskning, som menade att varje språk är ett system, utvecklar sig lagbundet och äger en inre typ eller livsprincip, dels på att språkets uppkomst i tiden endast genom nämnda åsikt kan förklaras. Även åt samhällsläran, religionsfilosofin, psykologin och pedagogiken med mera ägnade Claëson uppmärksamhet.   
Mot slutet av sitt liv ägnade han sig allt mer åt religiösa och moraliska spörsmål. Med denna mångsidighet förenade han en klarhet och åskådlighet i framställningen. Genom sistnämnda egenskap är flera av hans skrifter, som avhandlar samhällets och tidevarvets viktigaste frågor, ägnade att göra den strängt vetenskapliga forskningens resultat tillgängliga för den allmänna bildningen. Claësons förnämsta verk är Om möjligheten av en filosofisk rättslära (akademisk avhandling 1857) samt Om språkets ursprung och väsende ("Nord. univ.-tidskr." IV, 1858). Hans samlade skrifter är utgivna av hans bror Gustaf Claëson.